# 柯尼斯堡主教座堂

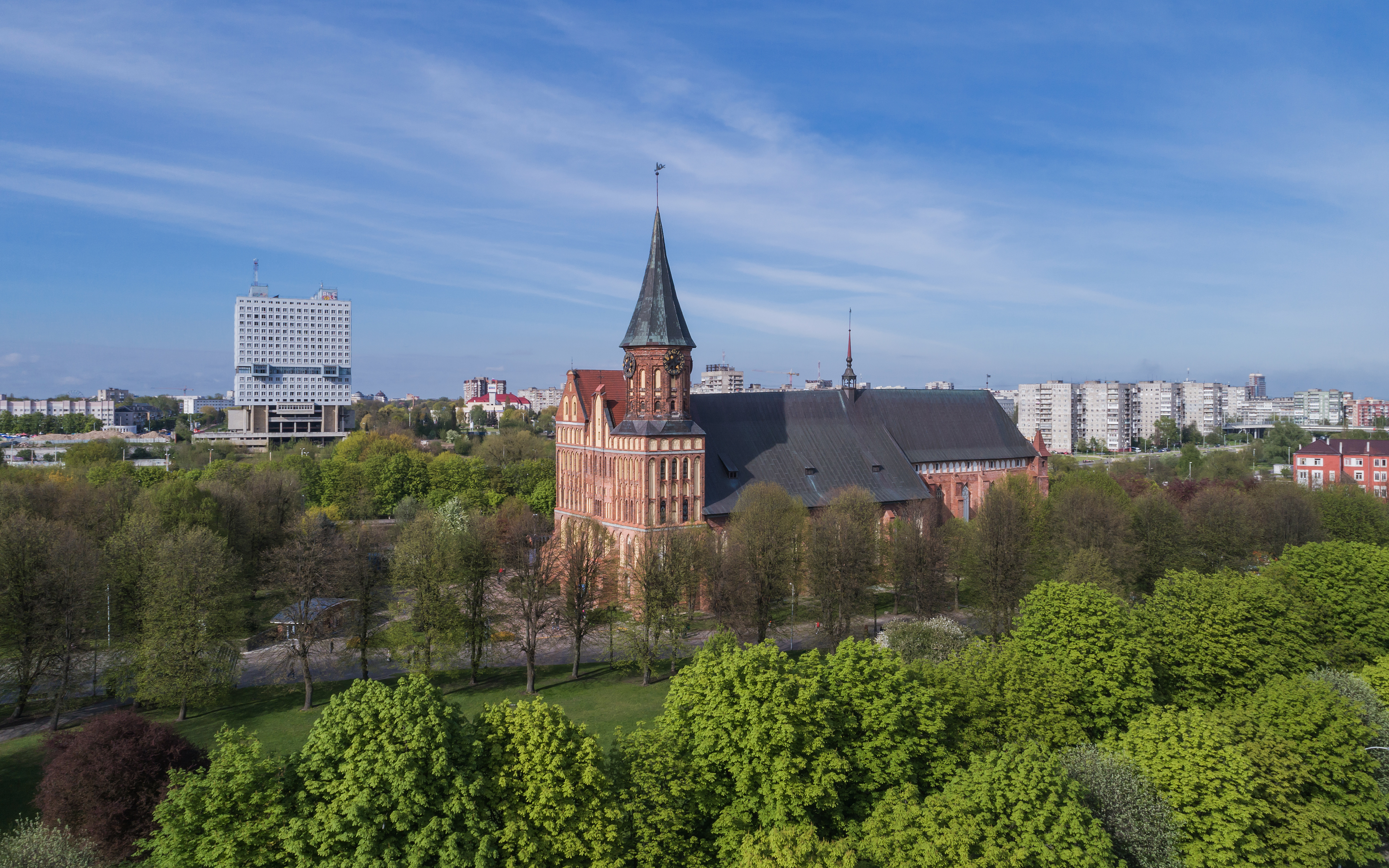
現代的主教座堂外觀

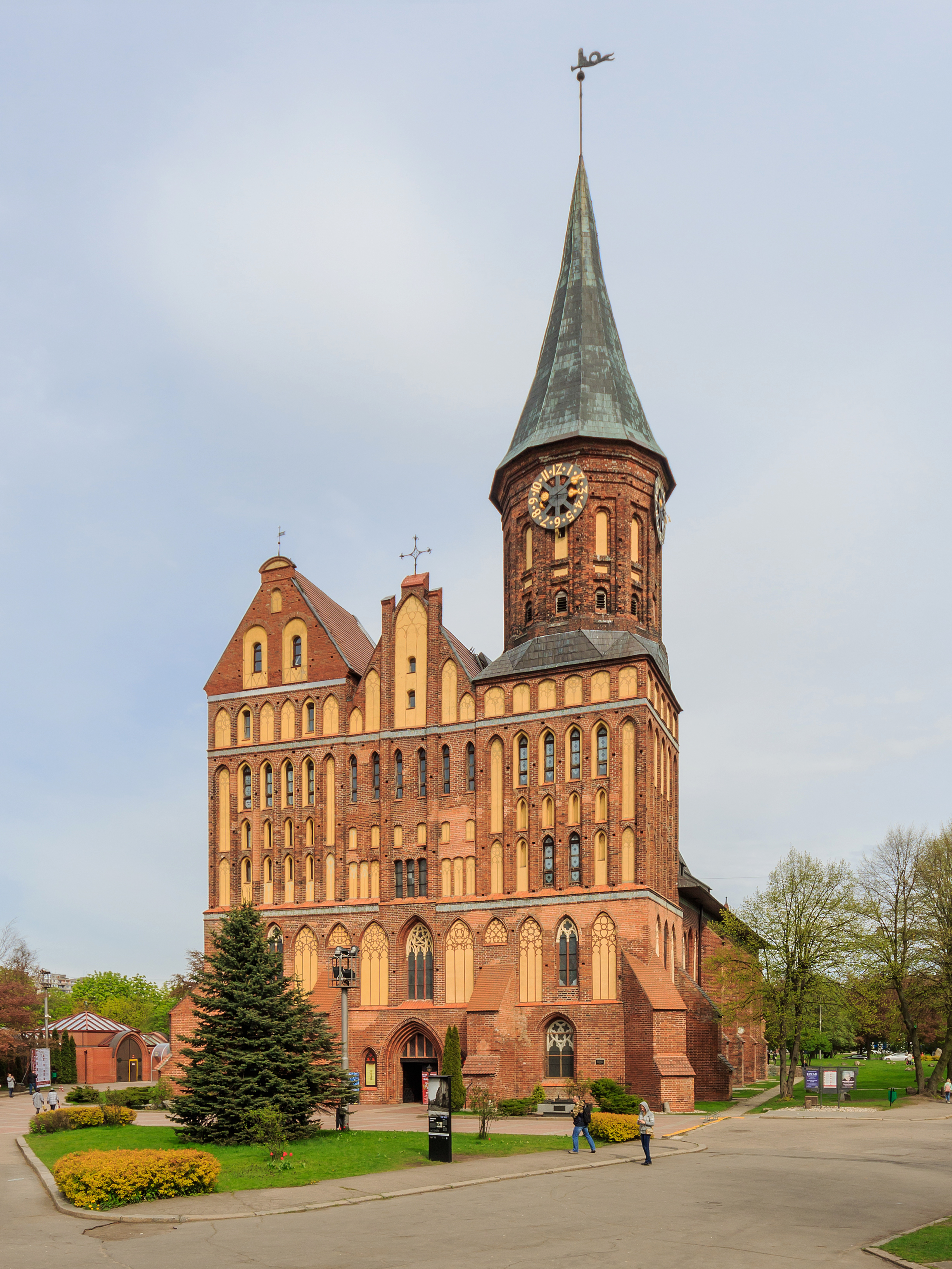
西侧

柯尼斯堡主教座堂（德語：Königsberger Dom）是一座砖砌哥特式教堂，位于俄罗斯城市加里宁格勒的康德岛，原德国城市柯尼斯堡的克奈普霍夫，临普列戈利亚河。从中世纪直到1945年，柯尼斯堡是东普鲁士首府、德国最东面的一个大城市，直到第二次世界大战末期被苏联占领。1946年该市更名为加里宁格勒。

## 历史

### 14世纪到二战
14世纪，桑兰教区的主教 Johann Clare 拆除位于老城（Altstadt）的主教座堂，改在克奈普霍夫新建一座较大的新主教座堂。由于地基松软，打下了数百木桩。
1523年9月27日，该堂成为路德会教堂。
该堂原有两个尖顶，1544年火灾将其烧毁，此后只重建了南侧的尖顶。

### 战前旧照

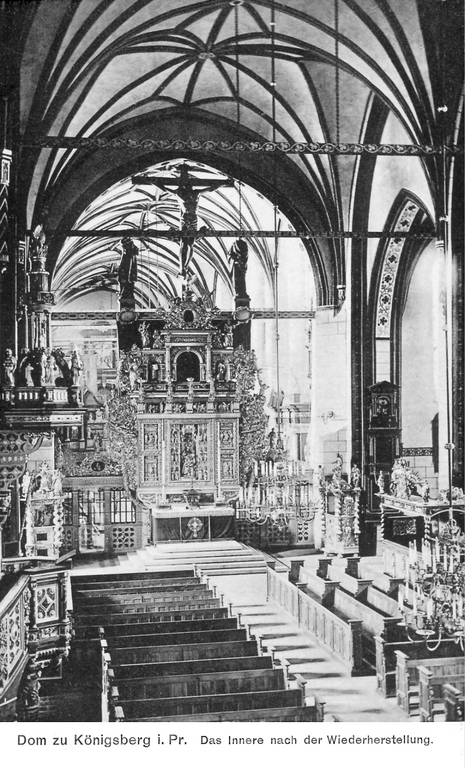
内部
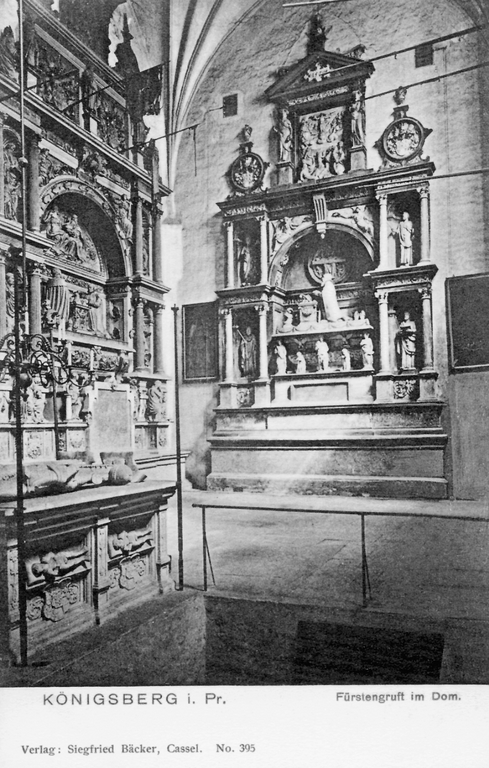
普鲁士公爵墓

### 二战
1944年8月29-30日，英国空袭柯尼斯堡，摧毁了大部分老城。躲避在内的数百人，大多是儿童均丧生。

### 战后

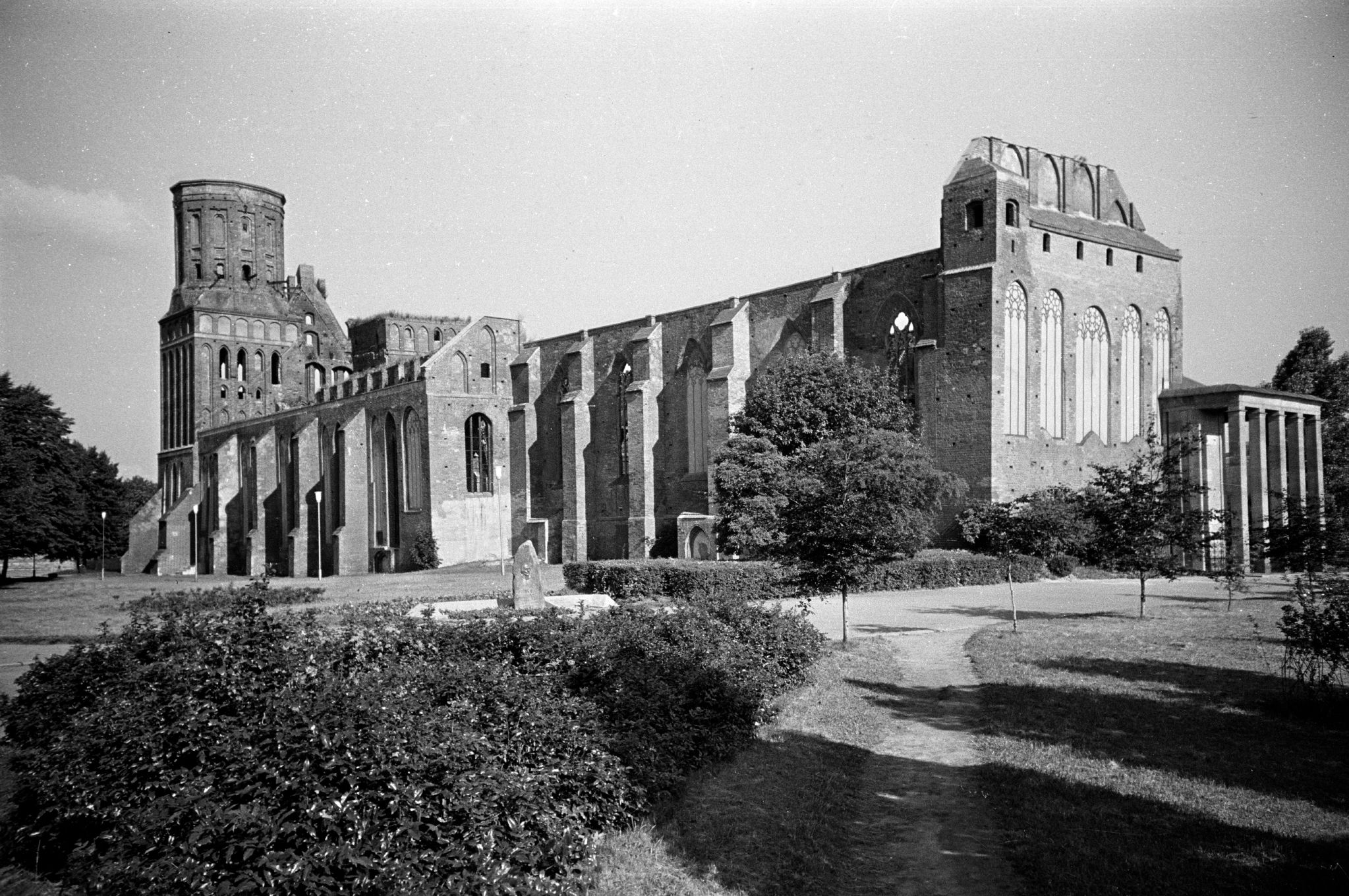
1988年修复前

战后，教堂及其周边长期操持废墟状态。1990年代初，加里宁格勒向外国人开放后不久，开始了教堂修复工程。今天，教堂有两个小堂，一个属于路德会，另一个属于俄罗斯正教会，还有一个博物馆。

## 康德墓

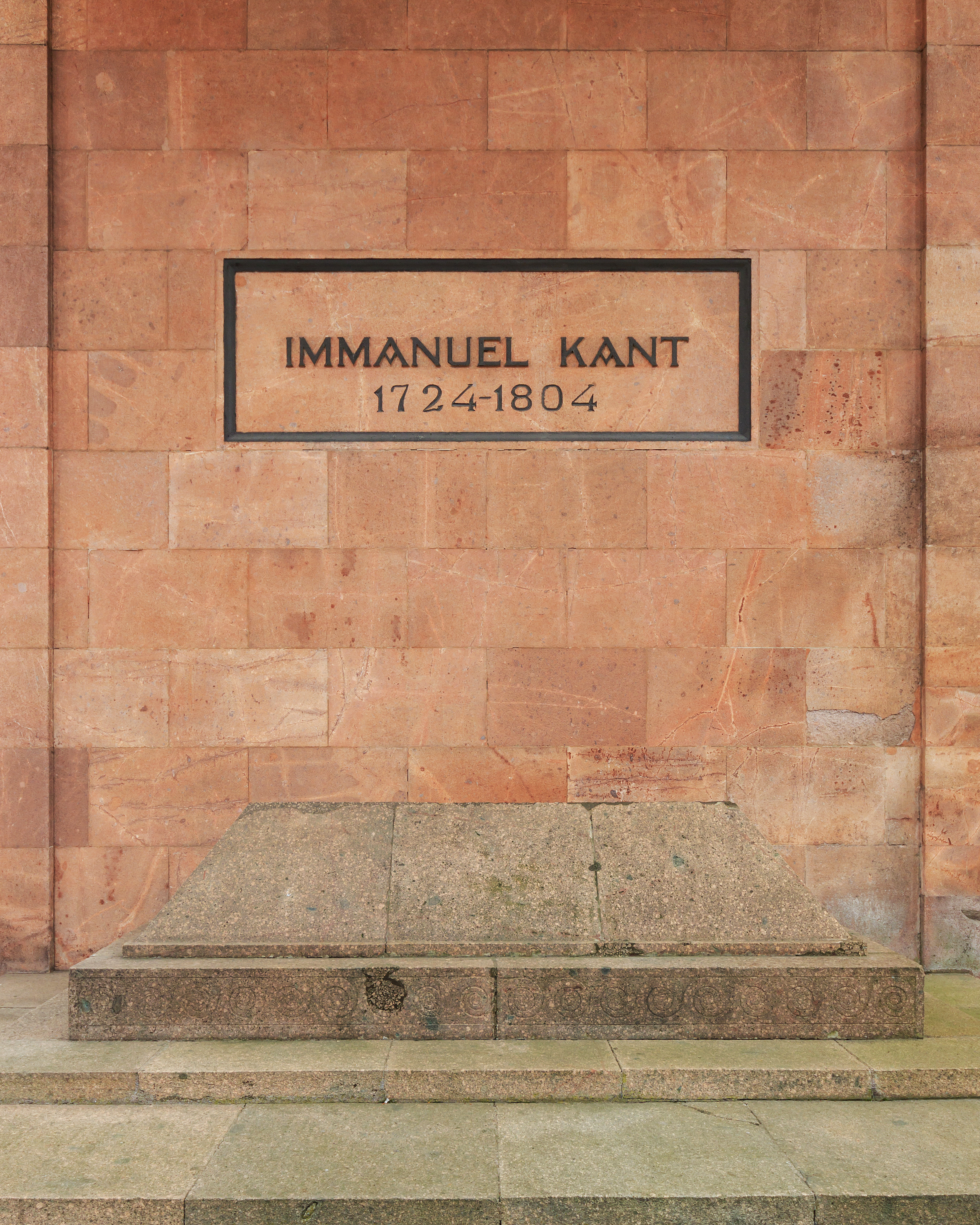
康德墓

哲学家康德墓位于教堂东北角。